# Amicus Plato, sed magis amica veritas
Amicus Plato, sed magis amica veritas é uma frase em latim que se traduz como "Platão é meu amigo, mas a verdade é uma amiga melhor (literalmente: Platão é amigo, mas a verdade é mais amiga (para mim do que ele))". A máxima é frequentemente atribuída a Aristóteles, como uma paráfrase da Ética a Nicômaco 1096a11–15.

## Formas clássicas
A referência platônica mais próxima são as palavras de Sócrates no Fédon 91b-c: 
παρεσκευασμένος δή, ἔφη, ὦ Σιμμία τε καὶ Κέβης, οὑτωσὶ ἔρχομαι ἐπὶ τὸν λόγον· ὑμεῖς μέντοι, ἂν ἐμοὶ πείθησθε, σμικρὸν φροντίσαντες Σωκράτους, τῆς δὲ ἀληθείας πολὺ μᾶλλον, ἐὰν μέν τι ὑμῖν δοκῶ ἀληθὲς λέγειν, συνομολογήσατε, εἰ δὲ μή, παντὶ λόγῳ ἀντιτείνετε, εὐλαβούμενοι ὅπως μὴ ἐγὼ ὑπὸ προθυμίας ἅμα ἐμαυτόν τε καὶ ὑμᾶς ἐξαπατήσας, ὥσπερ μέλιττα τὸ κέντρον ἐγκαταλιπὼν οἰχήσομαι. 

"Então", disse ele, "Símias e Cebes, abordo a discussão com a mente assim preparada. Mas vocês, se fizerem o que peço, darão pouca atenção a Sócrates e muito mais à verdade; e se acharem que o que eu digo é verdade, concordem com isso; caso contrário, oponham-se a mim com todos os argumentos que puderem reunir, para que eu não, em minha ânsia, engane a mim mesmo e a vocês igualmente, e vá embora, como uma abelha, deixando meu ferrão cravado em vocês." (traduzido para o inglês por Harold North Fowler)
A máxima Amicus Plato, sed magis amica veritas é frequentemente atribuída a Aristóteles, como uma paráfrase da Ética a Nicômaco 1096a11-15:
Mas talvez seja desejável que examinemos a noção de um Bem Universal e revejamos as dificuldades que ela envolve, embora tal investigação vá contra a corrente devido à nossa amizade pelos autores da Teoria das Ideias. Ainda assim, talvez pareça desejável, e de fato pareça obrigatório, especialmente para um filósofo, sacrificar até mesmo os laços pessoais mais próximos em defesa da verdade. Ambos nos são caros, mas é nosso dever preferir a verdade.
Aparentemente contradizendo Aristóteles, Cícero afirma em Tusculanae Disputationes, I, xvii  em referência aos pitagóricos, que: "por Hércules, ele preferiria errar na companhia de Platão, do que contemplar coisas verdadeiras (vera sentire) com homens dessas opiniões [Errare mehercule malo cum Platone...quam cum istis vera sentire.]" No entanto, aqui, a sugestão de Cícero seria que a investigação filosófica de Platão (da filosofia simpliciter) é preferível a qualquer opinião, mesmo que a opinião que se contempla seja "verdadeira". Nesse aspecto, a passagem de Cícero estaria confirmando, em vez de contradizer, a mensagem do Fédon de Platão.

## Formas medievais
Berengário de Poitiers, em uma carta ao bispo de Mende por volta de 1150, defendeu seus escritos anteriores contra Bernardo de Claraval referindo-se ao ditado, com Sócrates substituindo Platão:
| Et tamen Aristoteles egregie ausus est dicere: 'Amicus est Socrates, sed magis amica est ueritas. Cum Socrate oportet sollicitum esse, sed magis cum ueritate.' Possum et simili uoce uti: 'amicus est Bernardus, sed magis amica est ueritas.' | No entanto, Aristóteles aventurou-se esplendidamente a dizer: "Sócrates é meu amigo, mas a Verdade é mais minha amiga. É preciso ter cuidado com Sócrates, mas mais com a verdade." Eu também posso dizer algo assim: "Bernardo é meu amigo, mas a Verdade é mais minha amiga.' |
| | |

O protótipo latino mais próximo é encontrado em Roger Bacon, Opus Majus, Pars I, cap. v. 
Nam Plato dicit: "Amicus est Socrates, magister meus, sed magis est amica veritas." Et Aristotelis dicit se magis velle consentire veritati, quam amicitiae Platonis, doctoris nostri. Haec ex Vita Aristotelis et primo Ethicorum, et libro Secretorum manifesta sunt.

Pois Platão diz: "Sócrates, meu mestre, é meu amigo, mas um amigo maior é a verdade". E Aristóteles diz que prefere estar de acordo com a verdade do que com a amizade de nosso mestre, Platão. Essas coisas ficam claras na Vida de Aristóteles, no primeiro livro da Ética e no livro dos segredos.
A referência de Bacon à Ética a Nicômaco e a um livro de segredos é a compilação pseudoaristotélica, o Secretum Secretorum, traduzido do árabe para o latim no século XII ou início do século XIII. Henry Guerlac aponta que o provérbio aparece em diferentes formas em uma Vida de Aristóteles  encontrada em três manuscritos medievais distintos, dois gregos e um latino. Tomás de Aquino confia na mesma fonte ao provar o ponto em Sententia libri Ethicorum, Liber 1, Lectio 6, n. 4–5: 
Quod autem oporteat veritatem praeferre amicis, ostendit hac ratione. Quia ei qui est magis amicus, magis est deferendum. Cum autem amicitiam habeamus ad ambo, scilicet ad veritatem et ad hominem, magis debemus veritatem amare quam hominem, quia hominem praecipue debemus amare propter veritatem et propter virtutem ut in VIII huius dicetur.  Veritas autem est amicus superexcellens cui debetur reverentia honoris; est etiam veritas quiddam divinum, in Deo enim primo et principaliter invenitur. Et ideo concludit, quod sanctum est praehonorare veritatem hominibus amicis.

 Dicit enim Andronicus Peripateticus, quod sanctitas est quae facit fideles et servantes ea quae ad Deum iusta. Haec etiam fuit sententia Platonis, qui reprobans opinionem Socratis magistri sui dixit quod oportet de veritate magis curare quam de aliquo alio; et alibi dicit: amicus quidem Socrates sed magis amica veritas; et in alio loco: de Socrate quidem parum est curandum, de veritate autem multum.
Que a verdade deve ser preferida aos amigos, ele prova desta forma. Ele é o maior amigo, por quem devemos ter a maior consideração. Embora devamos ter amizade tanto pela verdade quanto pelo próximo, devemos antes amar a verdade, porque devemos amar o próximo especialmente por causa da verdade e da virtude, como será mostrado no oitavo livro (1575-1577). Ora, a verdade é uma amiga excelentíssima, do tipo a quem se deve a homenagem da honra. Além disso, a verdade é algo divino, pois se encontra primeira e principalmente em Deus. Ele conclui, portanto, que é virtuoso honrar a verdade acima dos amigos.

 Andrônico, o peripatético, afirma que a piedade torna os homens fiéis e observantes das coisas de Deus. Na mesma linha está o julgamento de Platão, que, ao rejeitar a opinião de seu mestre Sócrates, afirma que o homem deve se importar mais com a verdade do que com qualquer outra coisa; e em outro lugar diz: "embora Sócrates seja um amigo, a verdade é uma amiga maior"; e em outro lugar: "com Sócrates te preocupes pouco, mas com a verdade muito".

## Versões modernas
Isaac Newton abriu seu caderno de estudante de Cambridge de 1661 com o slogan: "Amicus Plato amicus Aristoteles magis amica veritas". Miguel de Cervantes popularizou o redirecionamento para Platão em Dom Quixote, Parte II, Capítulo 51. Leonardo Tarán traçou os antecedentes do ditado de Cervantes em um artigo homônimo de 1984.  O lógico Alfred Tarski desculpou seu platonismo alterando a fórmula para Inimicus Plato sed magis inimica falsitas ("Platão é um inimigo, mas a falsidade é um inimigo maior").  Em sua novela Le Bal de Sceaux, Honoré de Balzac faz o rei da França Luís XVIII adaptar a frase como: Amicus Plato, sed magis amica Natio ("Platão é meu amigo, mas a nação francesa é uma amiga mais próxima").